# Le Maisnil
Le Maisnil é uma comuna francesa na região administrativa de Altos da França, no departamento do Norte. Estende-se por uma área de 3.51 km². Em 2010 a comuna tinha 657 habitantes (densidade: 187,2 hab./km²).